# Cá lăng vàng
Cá lăng vàng (danh pháp hai phần: Hemibagrus nemurus) là một loài cá thuộc họ Cá lăng. Con đực trưởng thành dài 65 cm
Loài này phân bố ở các sông Mekong, Chao Phraya và Xe Bangfai. Nó cũng hiện diện ở bán đảo Malacca, Sumatra, Java và Borneo.